# Marienkirche, Flensburg

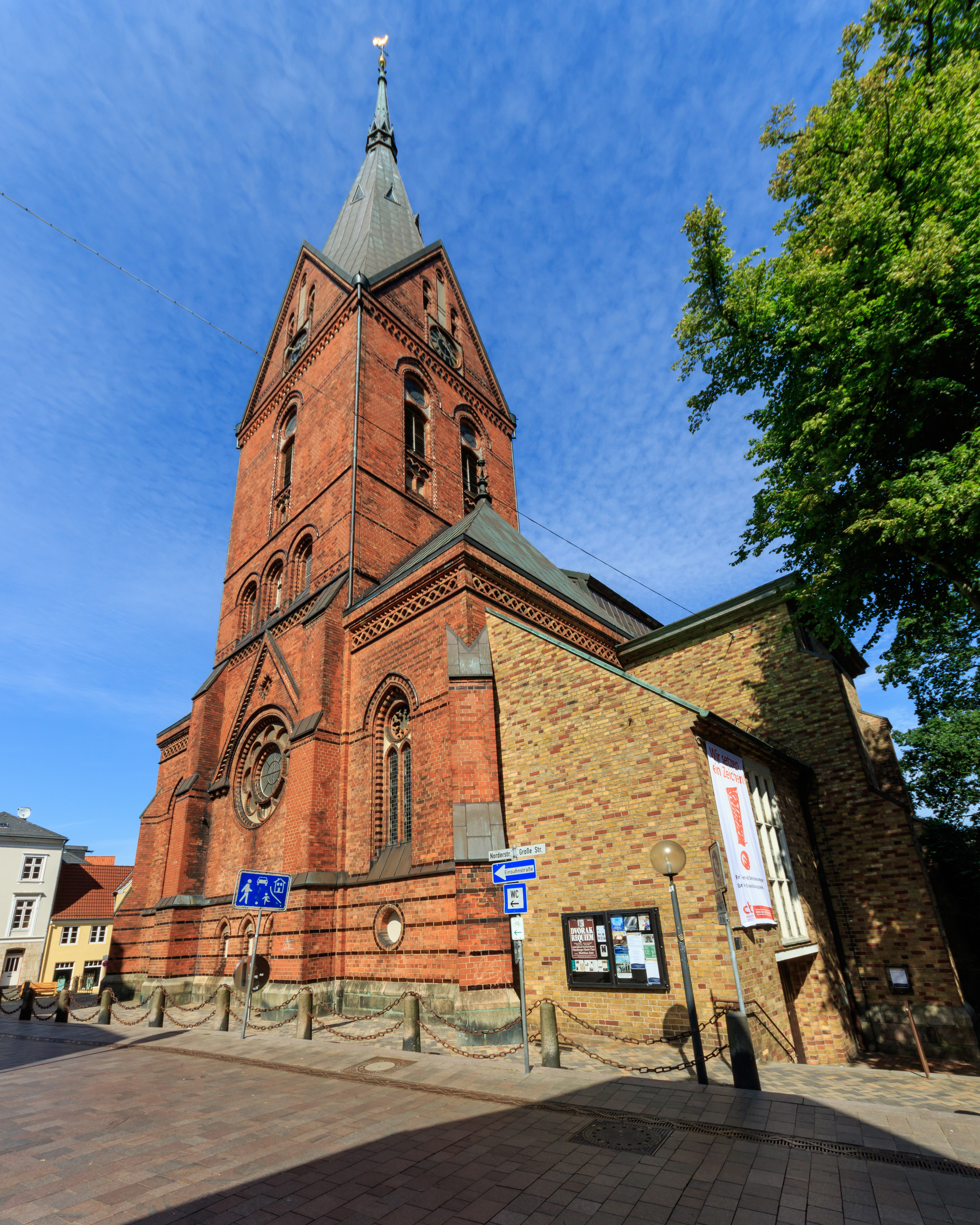
Marienkirche i Flensburg.

Marienkirche eller Sankt-Marien-Kirche (danska: Mariekirke eller Vor Frue Kirke) i Flensburg uppfördes på 1200-talet i stadens centrum vid Nordermarkt (da: Nørretorvet). Den ersatte en romansk träkyrka på samma plats. Den nuvarande kyrkan omnämndes i de historiska källorna första gången 1284, samma år som Flensburg fick köpstadsrättigheter av den danska kungen. Hallkyrkan byggdes med tre skepp, utan kyrktorn och spira. Tornet tillkom först 1731. Den nuvarande gotiska spiran är från 1880.
Kyrkan rymmer en räcka kapell, som gör byggnaden mycket bred. Kapellen är upprättade av Flensburgs många gillen under medeltiden. Altartavlan utfördes av Flensburgmästaren Hinrich Ringerinck 1598. Marienkirche rymmer dessutom en rad epitafier. Glasmosaiken i den nuvarande kyrkan som fyller de gotiska fönstren, vilka är upp till 8 meter höga, skapades av Flensburgkonstnären Käte Lassen.
Alldeles söder om kyrkan ligger salubodarna från 1595. De uppfördes för stadens slaktare och bagare. Det är en byggnad med en loftgång och används idag som församlingshem för Marienkirche. På muren ut mot Nordermarkt blev fordom förbrytare fastsatta med ett halsjärn. De blev därmed utsatta för spott och spe av Flensburgs borgerskap. Ringen, vari halsjärnet var fastsatt, går ännu att beskåda.
Marienkirche är idag en av Flensburgs huvudkyrkor. Kyrkans kör är den väl kända Flensburger Bach-Chor.